# Confederação Brasileira de Futebol

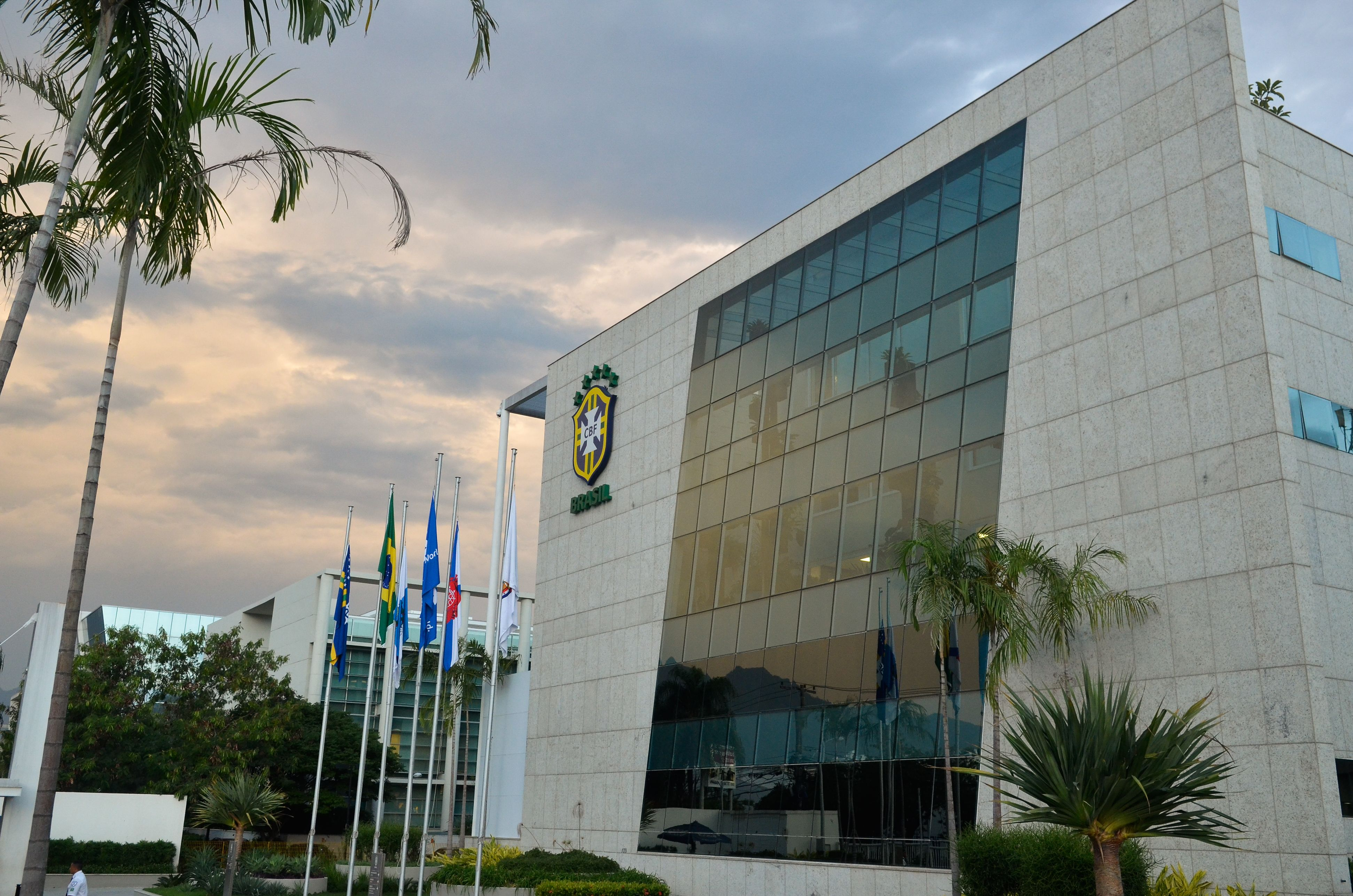
A sede da Confederação Brasileira de Futebol (CBF), na Barra da Tijuca, no Rio de Janeiro. Foto: Fernando Frazão/ABr

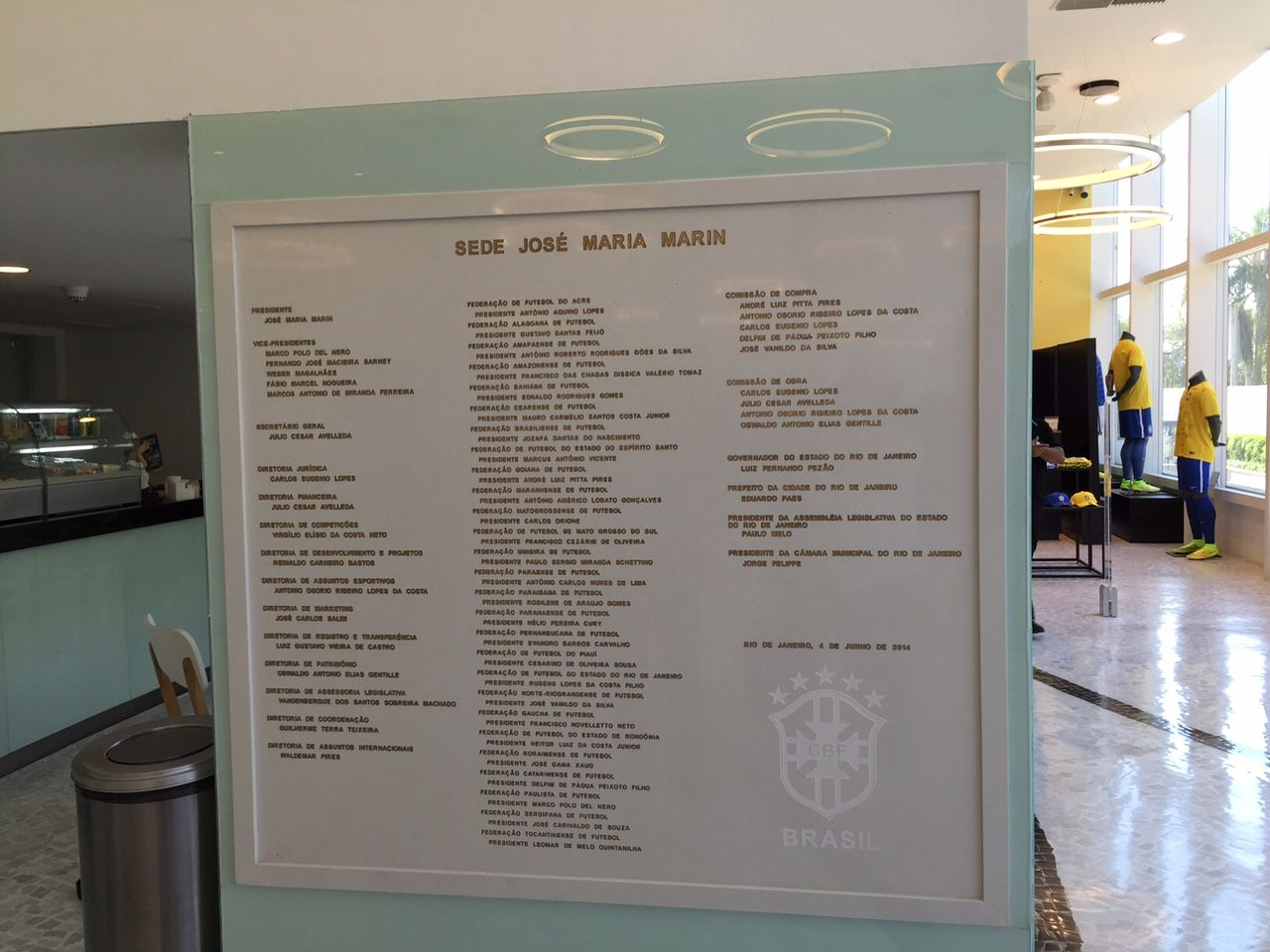
A placa com as informações sobre a inauguração da sede da CBF, no seu interior. Foto: Cristina Índio do Brasil/ABr

Flâmula.

A Confederação Brasileira de Futebol (CBF) é a entidade máxima do futebol no Brasil. Fundada em 8 de junho de 1914, sob a denominação Federação Brasileira de Sports (FBS), a CBF, tal como existe hoje, foi criada em 24 de setembro de 1979, quando ocorreu a desmembração da Confederação Brasileira de Desportos (CBD), entidade sucessora da FBS, que, além de comandar o futebol, aglutinava os demais esportes olímpicos praticados em território brasileiro. A CBF é responsável pela organização de campeonatos de alcance nacional. Também administra a Seleção Brasileira de Futebol Masculino, cinco vezes campeã mundial, e a Feminina, vice-campeã mundial.
A CBF é uma associação privada cuja principal atividade econômica é a produção e promoção de eventos esportivos. A ela respondem as Federações estaduais, responsáveis pelos campeonatos em cada unidade federativa do Brasil. Sua sede localiza-se na Barra da Tijuca, no Rio de Janeiro. À Confederação também pertence um centro de treinamento localizado no bairro Granja Comary, em Teresópolis, no Rio de Janeiro.
À CBF cabe definir e publicar, através de seu Boletim Informativo Diário (BID) os nomes dos atletas dos plantéis profissionais que estão legalmente aptos e autorizados a atuar em partidas oficiais de futebol. O jogador cujo nome não conste no BID à véspera de uma partida não poderá atuar. A escalação de um atleta sem registro é considerada irregular e a equipe, dependendo da competição que disputar, estará sujeita a punições, tais como desclassificação da competição e perda de mandos de campo, entre outras sanções aplicadas.
O atual presidente é Samir Xaud, eleito em 2025, sendo candidato único, após o afastamento de Ednaldo Rodrigues, sendo um nome desconhecido do público em geral. Samir era Presidente da Federação Roraimense de Futebol, onde sua família atuava a 40 anos. Xaud tem problemas na justiças relacionados à regularização de terras em áreas de proteção ambiental e ainda uma acusação de envolvimento em um caso de desvio de verbas públicas. Em 30 de julho a Polícia Federal conduziu uma ação na sede da entidade para cumprir mandados de busca e apreensão.

## Antecedentes
A origem da atual CBF é de 8 de junho de 1914, quando a carioca Liga Metropolitana de Sports Athleticos (LMEA) juntamente com a Associação Paulista de Esportes Atléticos (APEA) fundaram a Federação Brasileira de Sports (FBS), entidade criada com o objetivo de comandar não só o futebol, mas o esporte brasileiro. Em 3 de março de 1915, a Liga Paulista de Foot-Ball (LPF), rival da APEA, funda a Federação Brasileira de Football (FBF), com o objetivo de combater a FBS e se tornar a entidade máxima do futebol do Brasil.
Em 1916, a Argentina decidiu realizar o primeiro Campeonato Sul-Americano de Futebol (atual Copa América), porém surgiu um problema quanto a qual entidade representaria o Brasil na competição. Para contornar a situação, em 19 junho de 1916, o então ministro das Relações Exteriores, Lauro Müller, toma a iniciativa de se reunir, em sua residência, com os presidentes da FBS, FBF e LMEA e, após algumas horas de debate, foi proposta a criação da Confederação Brasileira de Desportos (CBD). Culminando com a assinatura, em 21 de junho de 1916, de um acordo entre as entidades para a extinção da FBS e FBF e criação definitiva da CBD.
Em 24 de setembro de 1979, após sofrer modificações em sua estrutura, a CBD foi transformada em Confederação Brasileira de Futebol (CBF), sobretudo como consequência de um decreto da FIFA, segundo o qual todas as entidades nacionais de futebol deveriam ser voltadas unicamente para o desenvolvimento deste esporte. Este não era o caso da CBD, que, à época, ocupava-se do fomento a todos os esportes olímpicos, incluindo o futebol.

## História

### Gestões de Giulite Coutinho (1980–1986) e Octávio Pinto Guimarães (1986–1989)
Giulite Coutinho assumiu a presidência da Confederação Brasileira de Futebol em um período de transição do futebol nacional. Durante seu mandato, a Seleção Brasileira disputou duas Copas do Mundo. Em 1982, na Espanha, considerada uma das melhores equipes da história, comandada por Telê Santana, a Seleção canarinho foi eliminada na segunda fase pela Itália ("Tragédia do Sarrià"), apesar do futebol ofensivo de Zico, Sócrates e Falcão. Já em 1986, no México, novamente sob comando de Telê Santana, o Brasil chegou às quartas de final, sendo eliminado pela França nos pênaltis ("Drama de Guadalajara").
Octávio Pinto Guimarães herdou uma CBF em crise após a decepção na Copa de 1986. Sob seu mandato houve a criação da Copa União em 1987, organizada pelo Clube dos 13, que excluiu clubes menores e gerou uma crise institucional posteriormente com a CBF. O torneio paralelo resultou em duas edições do Brasileirão (oficial e extraoficial), resolvida apenas com a unificação em 1988.

### Gestão de Ricardo Teixeira (1989–2012)
Em 16 de janeiro de 1989, Ricardo Teixeira, então genro de João Havelange (à época, presidente da FIFA), assumiu a presidência da CBF sucedendo Octávio Pinto Guimarães após ter sido eleito por “aclamação” à presidência da entidade, com o apoio unânime de todas as confederações do país. Seu mandato, o mais longo da história da entidade (23 anos), foi marcado por conquistas esportivas e escândalos de corrupção.
No campo esportivo, Teixeira promoveu internamente a criação, em 1989, da Copa do Brasil – competição jogada nos moldes da Copa da Inglaterra ou da Taça de Portugal, isto é, em sistema eliminatório. Também instituiu o Campeonato Brasileiro em pontos corridos a partir de 2003, modelo adotado até hoje. Antes, porém, a principal competição de clubes nacionais esteve envolta em confusões jurídicas, quando o regulamento foi rasgado duas vezes, com a anulação do rebaixamento de alguns times, em 1996, e judicialização, em 2000, que levou a Copa João Havelange, um torneio com 116 times que só terminou em 2001.
Sob a gestão Teixeira, a seleção brasileira masculina conquistou dois títulos mundiais: A Copa do Mundo FIFA de 1994 (sob o comando do técnico Carlos Alberto Parreira e primeiro título em 24 anos depois do tricampeonato no Mundial do México) e a Copa de 2002 (sob o comando de Luiz Felipe Scolari), duas Copa das Confederações FIFA: Em 2005 (sob o comando do técnico Carlos Alberto Parreira) e 2009 (sob o comando de Dunga) e ainda quatro títulos da Copa América: Em 1989 (quebrando um jejum de 19 anos sem títulos oficiais da seleção brasileira), 1997, 1999, 2004 e 2007. O período vitorioso também inclui seis títulos mundiais nas divisões de bases (três no sub-17 e três no sub-20).
Fora de campo, a valorização da seleção brasileira como produto foi mais explorado - com contratos grandiosos para a CBF. Quando Teixeira assumiu, a CBF possuía apenas dois patrocinadores (incluindo o fornecedor de camisas). Em seus dez primeiros anos de administração, a entidade sofreu prejuízos, apesar de ter obtido bons contratos. A partir de 2003, a CBF passou a dar lucro segundo os balanços da entidade.
No entanto, diversos escândalos atingiram a gestão de Ricardo Teixeira. Em 1993, veio à tona o primeiro escândalo sob seu comando quando investigações revelaram que Teixeira teria recebido pagamentos ilegais de empreiteiras para custear a preparação da Seleção Brasileira em Gubbio antes da Copa do Mundo FIFA de 1990, realizada na Itália. Também foi acusado de receber propina no contrato com a Pepsi, patrocinadora oficial da seleção brasileira durante o torneio, no qual o escrete dirigido por Sebastião Lazaroni foi eliminado nas oitavas de final pela Argentina, resultado considerado abaixo das expectativas.
A conquista do tetracampeonato mundial nos EUA em 1994 consolidou temporariamente o prestígio de Teixeira, apesar das denúncias vigentes. Mas após o retorno ao Brasil, o escândalo do "Voo da Muamba" ganhou destaque, uma vez que a delegação da CBF, incluindo Teixeira, recusou-se a declarar à alfândega 14,4 toneladas de bagagem trazidas dos EUA (contra 3,4 toneladas na ida). A investigação feita pela Procuradoria Federal apontou que jogadores e dirigentes usaram o avião oficial para importar produtos pessoais sem pagar impostos. Teixeira foi acusado de importar ilegalmente material para um de seus restaurantes num processo que durou 17 anos – e no qual o presidente da CBF foi absolvido e a entidade pagou multa de R$ 46.209,60 em ICMS após anos de disputa judicial.
Em 1996, a gestão Teixeira firmou contrato de US$ 170 milhões com a Nike, o maior acordo comercial do futebol mundial na época. A negociação foi intermediada pelas empresas Traffic, de José Hawilla, e Klefer, de Kleber Leite, parceiras de marketing da entidade. O contrato de 10 anos garantia à Nike direitos exclusivos sobre uniformes e merchandising da seleção brasileira, além de incluir cláusulas que davam à empresa participação na organização de amistosos.
O período após a derrota na final da Copa do Mundo FIFA de 1998 foi o mais tenso de Teixeira à frente da CBF, já que o Congressonacional instaurou duas investigações parlamentares sobre o futebol brasileiro: a CPI da CBF-Nike, na Câmara Federal; e a CPI do Futebol no Senado. Enquanto a primeira não teve seu relatório final aprovado, a segunda aprovou seu relatório, pedindo 27 indiciamentos de Teixeira por 13 crimes diferentes (evasão de divisas e lavagem de dinheiro, entre outros).  Entre os principais pontos questionados estavam a suposta ingerência da Nike em decisões técnicas, a ausência de licitação pública e a falta de transparência na distribuição dos recursos. Teixeira foi convocado a depor e defendeu veementemente o contrato, argumentando que os recursos eram essenciais para o desenvolvimento do futebol brasileiro. A CPI perdeu força progressivamente devido à falta de provas conclusivas e foi arquivada em 2001 sem um relatório final, assim como o contrato com a Nike seguiu em vigor durante o pentacampeonato mundial de 2002. A Justiça absolveu Teixeira de todas as acusações.
Teixeira articulou junto ao Governo Lula e contatos na FIFA a indicação do Brasil para sediar a Copa do Mundo de 2014, algo que se confirmou em 2007. E, com isso, o dirigente convenceu as federações a estenderem seu futuro mandato até 2014. Antes, a seleção brasileira amargaria dois fracassos consecutivos nas Copas de 2006 na Alemanha e de 2010 na África do Sul. E novos escândalos eclodiram envolvendo o presidente da CBF e impediriam que ele realizasse seu desejo de comandar a entidade até 2014. Investigações jornalísticas revelaram que o presidente da CBF havia recebido propina em uma conta secreta em Liechtenstein de US$ 9,5 milhões da extinta da International Sport and Leisure (ISL), empresa de marketing esportivo envolvida em esquema de suborno com a FIFA, cujos pagamentos ocorreram entre 1992 e 1997, vinculados a direitos de transmissão da Copa do Mundo. Em 12 de março de 2012, após protestos públicos e pressão política, Teixeira deixou a presidência do Comitê Organizador Local da Copa de 2014 e renunciou à presidência da CBF, alegando motivos de saúde, em meio a investigações do Departamento de Justiça dos EUA sobre corrupção na FIFA.

### Gestão de José Maria Marin (2012–2015)
Sucedendo Ricardo Teixeira, José Maria Marin assumiu o comando da CBF e do Comitê Organizador Local da Copa do Mundo FIFA Brasil 2014 em 12 de março de 2012. Em novembro de 2012, demitiu o técnico Mano Menezes após o título do Superclássico das Américas e anunciou o retorno de Luiz Felipe Scolari. Sob o comando de Scolari, a seleção venceu a Copa das Confederações FIFA de 2013, derrotando a Espanha na final no Maracanã. Em abril de 2014, apoiou a eleição de Marco Polo Del Nero, então presidente da Federação Paulista de Futebol, como seu sucessor na CBF a partir de 2015.

### Gestão de Marco Polo Del Nero (2015–2017)
Marco Polo Del Nero assumiu a presidência da CBF em 16 de abril de 2015, substituindo José Maria Marin. Seu mandato foi marcado pelo escândalo do FIFAGate, uma investigação liderada pelo Departamento de Justiça dos Estados Unidos que, em maio de 2015, resultou na prisão de sete dirigentes da FIFA na Suíça, incluindo Marin, por corrupção em negociações de direitos de transmissão. Em dezembro de 2015, Del Nero foi oficialmente indiciado pelo mesmo órgão, acusado de receber US$ 6,5 milhões em propinas por contratos de transmissão da Copa do Brasil, Copa Libertadores da América e Copa América. Para evitar prisão, Del Nero permaneceu no Brasil a partir de 2015, recusando-se a viajar a países com extradição aos EUA. Em 15 de dezembro de 2017, o Comitê de Ética da FIFA baniu Del Nero definitivamente do futebol por violações ao código de ética, incluindo suborno, conflito de interesses e corrupção.

### Gestão de Antônio Carlos Nunes (2017–2019)
Após suspensão de Del Nero, a CBF confirmou Antônio Carlos Nunes de Lima, o Coronel Nunes, como presidente interino da entidade. Coronel Nunes gerou controvérsia em 13 de junho de 2018 ao votar pela candidatura do Marrocos para sediar a Copa do Mundo de 2026, contrariando a decisão unânime da Conmebol de apoiar a candidatura conjunta de EUA, Canadá e México. O episódio causou tensão com a Confederação Sul-Americana, cujo presidente, Claudio Tapia (AFA), classificou o ato como "traição". Nunes justificou seu voto afirmando que os países norte-americanos "já haviam sediado Copas", enquanto o Marrocos nunca fora anfitrião. A decisão foi interpretada por analistas como uma represália às investigações norte-americanas que levaram à condenação de Marin e ao banimento de Del Nero.

### Gestão de Ednaldo Rodrigues (2021–2025)
Em fevereiro de 2022, a CBF firmou um Termo de Ajustamento de Conduta (TAC) com o Ministério Público do Rio de Janeiro, comprometendo-se a realizar novas eleições após questionamentos sobre irregularidades no pleito de 2017. Ednaldo Rodrigues, então presidente interino, foi eleito formalmente neste processo.
No âmbito esportivo, a seleção brasileira masculina – dirigida por Tite – mais uma vez fracassou na Copa do Mundo FIFA de 2022 no Catar, caindo nas quartas de final para a Croácia. Após o Mundial, o treinador deixou o comando do escrete canarinho, e Carlo Ancelotti tornou-se o nome preferido do dirigente para assumir a seleção. Na expectativa de que pudesse acertar com o técnico italiano, Rodrigues apostou em interinos – primeiro com Ramon Menezes  em três amistosos e depois com Fernando Diniz em um contrato de um ano, pensando que Ancelotti viria em meados de 2024. No entanto, Ancelotti renovou com o Real Madrid até junho de 2026,  Diniz foi demitido, e restou a Rodrigues acertar com Dorival Júnior como técnico efetivo. Como o futebol da seleção não evoluiu, Dorival foi demitido e Rodrigues negociou novamente com Ancelotti, que finalmente aceitou o convite em maio de 2025 para dirigir o Brasil até o final da Copa do Mundo FIFA de 2026.
Já fora de campo, o dirigente da CBF viu-se envolvido em polêmicas e contestações. Durante a Copa do Mundo FIFA de 2022, Rodrigues incluiu na despesa oficial da CBF voos e hospedagem em primeira classe para familiares (esposa, filha, genro e netos), conforme revelado pela imprensa.
Em agosto de 2023, a CBF firmou contrato com o Instituto Brasileiro de Ensino, Desenvolvimento e Pesquisa (IDP), instituto cofundado pelo ministro do STF Gilmar Mendes, para gerir cursos da CBF Academy. O IDP ficaria com 84% da receita (estimada em R$ 9,2 milhões/ano), levantando críticas sobre conflito de interesses, já que Mendes julgaria processos da entidade. Em dezembro de 2023, o Tribunal de Justiça do Rio de Janeiro (TJ-RJ) determinou a remoção de Rodrigues do cargo, julgando procedente ação civil pública sobre irregularidades eleitorais. O tribunal nomeou como interventor José Perdiz, do STJD, mas a decisão foi suspensa pelo STF após recurso baseado no estatuto da CBF, que previa a ascensão do vice-presidente em caso de vacância. A decisão foi anulada em janeiro de 2024 pelo ministro do STF Gilmar Mendes, que homologou um acordo mantendo Rodrigues na presidência.
Em março de 2025, Rodrigues foi reeleito por aclamação para novo mandato, porém, dois meses depois, o TJ-RJ anulou o acordo após laudo pericial indicar possível falsificação na assinatura do ex-presidente Coronel Nunes, que teria firmado o documento sem plena capacidade cognitiva devido a problemas de saúde. O tribunal nomeou Fernando Sarney, então vice-presidente, como interventor, determinando novas eleições. A controvérsia centrou-se no documento que encerrava a disputa judicial de 2023. O TJ-RJ originalmente considerou ilegítimo Rodrigues firmar TAC sobre eleição da qual participava. Embora o STF tivesse revertido a decisão, a posterior constatação de irregularidades na assinatura de Nunes - que sofria de neoplasia cerebral e não podia validar atos jurídicos - levou à anulação do acordo.Em 2025, teve um rumor de uma suposta camisa vermelha com detalhes amarelos que substituiria a camisa azul, porém este foi desmentido pela CBF.

### Gestão de Samir Xaud (2025 - atualmente)
A chegada de Samir Xaud à presidência da Confederação Brasileira de Futebol (CBF) ocorreu em um momento de transição na entidade, marcado pelo afastamento de Ednaldo Rodrigues, eleito em 2022. A posse de Xaud como presidente foi oficializada em 25 de maio de 2025, após um processo interno conduzido pelo colégio eleitoral da CBF, no qual foi eleito com os votos de 25 das 27 federações estaduais e de 10 clubes das Séries A e B do Campeonato Brasileiro. O presidente eleito possui experiência adquirida na vice-presidência da Federação Roraimense de Futebol, além de ter atuado como vice-presidente estatutário da própria CBF.
A transição de comando resultou da divulgação de instabilidades jurídicas associadas ao mandato de Ednaldo Rodrigues, as quais estimularam negociações e articulações políticas envolvendo federações estaduais, clubes das Séries A e B e membros do Conselho Técnico da CBF. A candidatura de Samir Xaud ganhou consenso entre presidentes de federações de diversas regiões do país, que lideraram o movimento em seu favor.
Na sua plataforma de campanha, Xaud defendeu uma administração compromissada com a continuidade do trabalho junto à Seleção Brasileira, especialmente no ciclo que inclui a Copa do Mundo de 2026 e a implementação do projeto liderado pelo técnico Carlo Ancelotti. Além disso, manifestou interesse em reforçar o protagonismo de clubes, árbitros e entidades internacionais, bem como manter o foco em programas estruturais relacionados às categorias de base, ao futebol feminino, à profissionalização da arbitragem e ao calendário nacional.

## Títulos conquistados

### Masculino

#### Mundial
- Copa do Mundo: 5 - 1958, 1962, 1970, 1994 e 2002
- Copa das Confederações: 4 - 1997, 2005, 2009 e 2013
- Copa do Mundo Sub-20: 5 - 1983, 1985, 1993, 2003 e 2011
- Copa do Mundo Sub-17: 4 - 1997, 1999, 2003 e 2019
- Olimpíadas
  -  2016, 2020
  -  1984, 1988 e 2012
  -  1996 e 2008

#### Pan-Americano
- Campeonato Pan-Americano: 2 - 1952 e 1956
- Jogos Pan-Americanos:
  -  1963, 1975, 1979, 1987 e 2023
  -  1959, 1983 e 2003
  -  2015

#### Sul-Americano
- Copa América: 9 - 1919, 1922, 1949, 1989, 1997, 1999, 2004, 2007 e 2019
- Superclássico das Américas: 11 - 1914, 1922, 1945, 1957, 1960, 1963, 1971, 1976, 2011, 2012 e 2014
- Campeonato Sul-Americano Sub-20: 12 - 1974, 1983, 1985, 1988, 1991, 1992, 1995, 2001, 2007, 2009, 2011 e 2023
- Campeonato Sul-Americano Sub-17: 13 - 1988, 1991, 1995, 1997, 1999, 2001, 2005, 2007, 2009, 2011, 2015, 2017 e 2023
- Campeonato Sul-Americano Sub-15: 5 - 2005, 2007, 2011, 2015, 2019
- Jogos Sul-Americanos:
  -  1986

Outros
- Copa Ouro da CONCACAF
  - 2º lugar - 1996 e 2003
  - 3º lugar - 1998

### Feminino

#### Mundial
- Copa do Mundo Feminina
  - 2º lugar - 2007
- Olimpíadas
  -  2004, 2008 e 2024

#### Pan-Americano
- Jogos Pan-americanos:
  -  2003, 2007 e 2015
  -  2011

#### Sul-Americano
- Campeonato Sul-Americano Feminino: 8 - 1991, 1995, 1998, 2003, 2010, 2014, 2018, 2022
- Campeonato Sul-Americano Feminino Sub-20: 10 - 2004, 2006, 2008, 2010, 2012, 2014, 2015, 2018, 2022 e 2024
- Campeonato Sul-Americano Feminino Sub-17: 5 - 2010, 2012, 2018, 2022 e 2024

## Uso do escudo
O escudo da Confederação Brasileira de Futebol deve obrigatoriamente ser acompanhado da inscrição "BRASIL" logo abaixo, o que não aconteceu durante a Copa do Mundo FIFA de 2014; a inscrição e as estrelas devem ser da cor verde no primeiro uniforme (camisa amarela, calções azuis e meias brancas) e uniformes materiais de fundo claro. No segundo uniforme, uniformes de goleiro e agasalhos na cor escura, a inscrição e as estrelas serão na cor branca.

## Presidentes

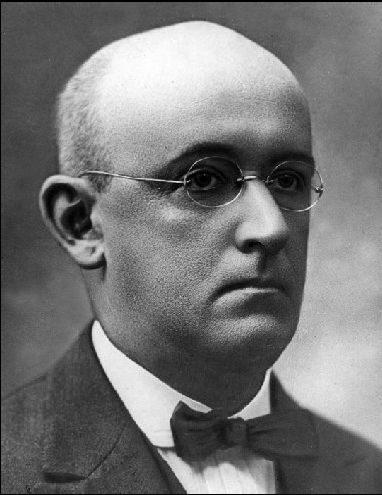
Álvaro Zamith, primeiro presidente da CBD

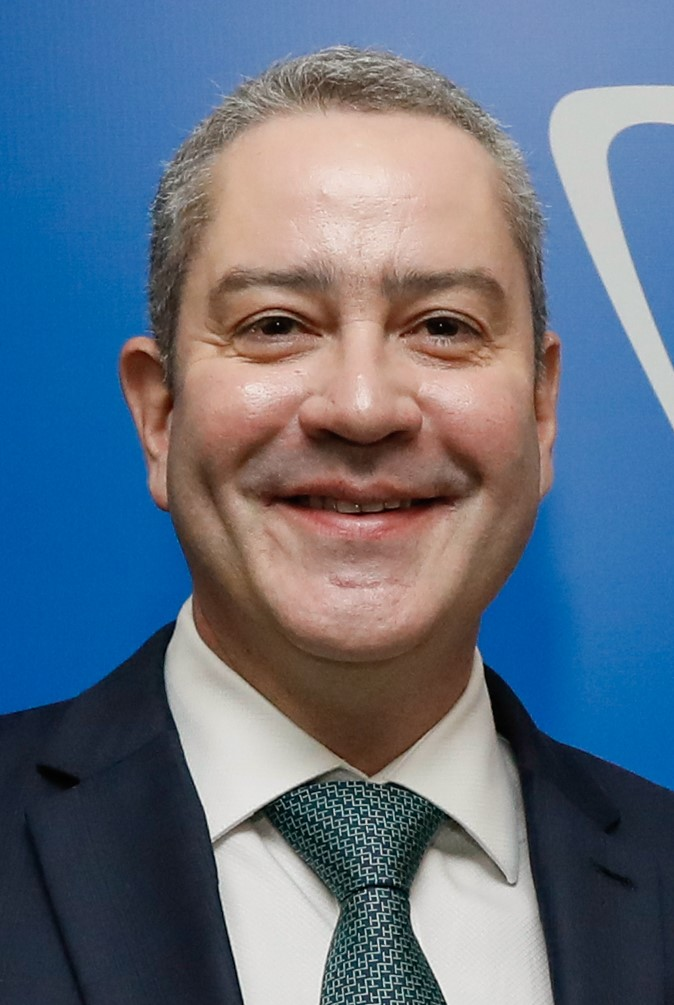
Rogério Caboclo, presidente destituído da CBF

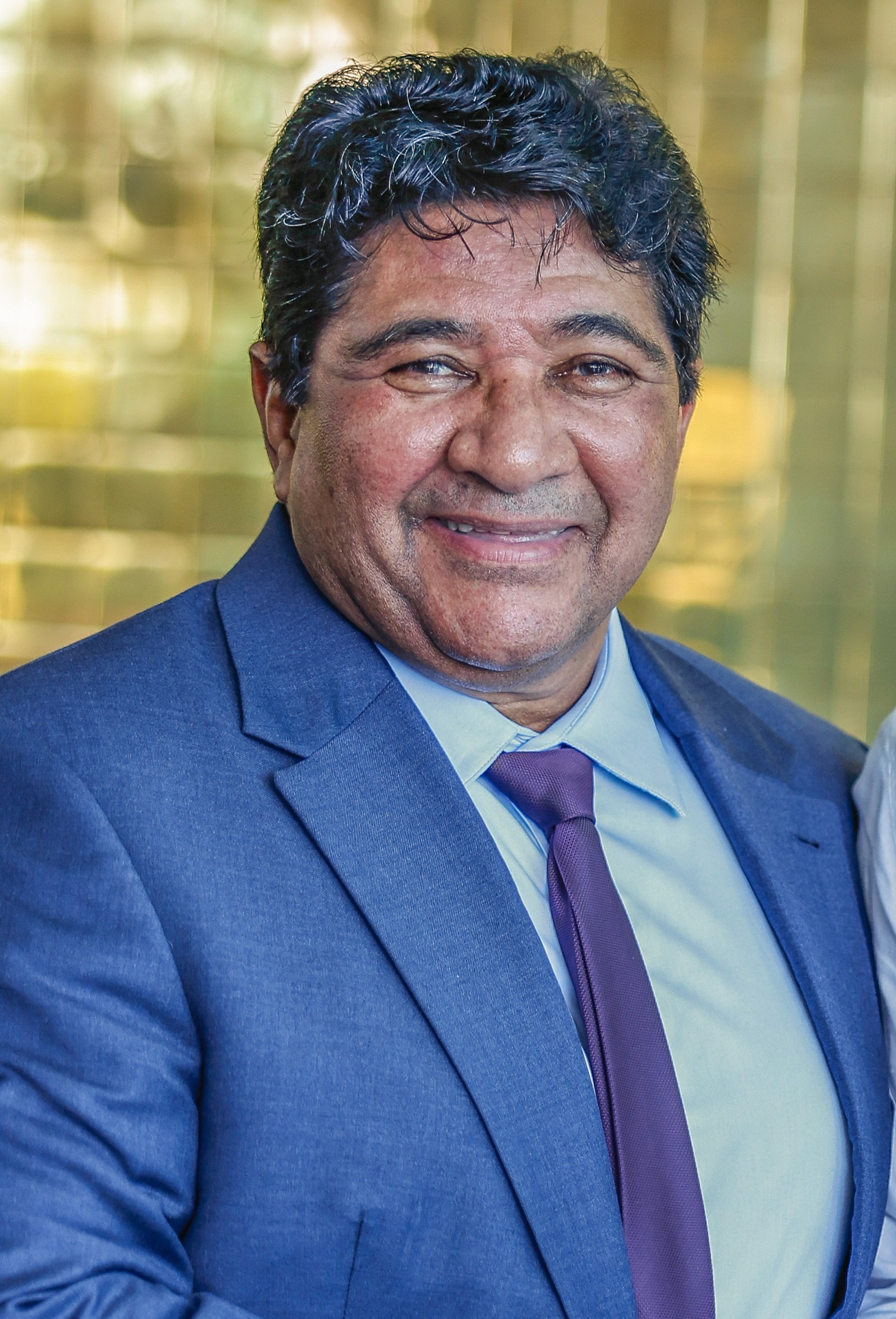
Ednaldo Rodrigues, presidente destituído da CBF

| Presidente                                 | Período                                    |
| Confederação Brasileira de Desportos (CBD) | Confederação Brasileira de Desportos (CBD) |
| ------------------------------------------ | ------------------------------------------ |
| Álvaro Zamith                              | 1915 – 1916                                |
| Arnaldo Guinle                             | 1916 – 1920                                |
| Ariovisto de Almeida Rêgo                  | 1920 – 1921                                |
| José Eduardo de Macedo Soares              | 1921 – 1922                                |
| Oswaldo Gomes                              | 1922 – 1924                                |
| Ariovisto de Almeida Rêgo                  | 1924                                       |
| Wladimir Bernardes                         | 1924                                       |
| Oscar Rodrigues da Costa                   | 1924 – 1927                                |
| Renato Pacheco                             | 1927 – 1933                                |
| Álvaro Catão                               | 1933 – 1936                                |
| Luiz Aranha                                | 1936 – 1943                                |
| Rivadávia Corrêa Meyer                     | 1943 – 1955                                |
| Sylvio Corrêa Pacheco                      | 1955 – 1958                                |
| João Havelange                             | 1958 – 1975                                |
| Heleno Nunes                               | 1975 – 1979                                |
| Confederação Brasileira de Futebol (CBF)   |                                            |
| Heleno Nunes                               | 1979 – 1980                                |
| Giulite Coutinho                           | 1980 – 1986                                |
| Octávio Pinto Guimarães                    | 1986 – 1989                                |
| Ricardo Teixeira                           | 1989 – 2012                                |
| José Maria Marin                           | 2012 – 2015                                |
| Marco Polo Del Nero                        | 2015 – 2017                                |
| Coronel Nunes                              | 2017 – 2019                                |
| Rogério Caboclo                            | 2019 – 2021                                |
| Coronel Nunes                              | 2021 (interino)                            |
| Ednaldo Rodrigues                          | 2021 – 2025                                |
| Fernando Sarney                            | 2025 (interino)                            |
| Samir Xaud                                 | 2025 –                                     |

## Competições organizadas

### Futebol masculino
| Competição                          | Primeira edição | Última edição | Atual campeão                     |
| ----------------------------------- | --------------- | ------------- | --------------------------------- |
| Campeonato Brasileiro - Série A     | 1937            | 2024          | Botafogo (3.º título)             |
| Campeonato Brasileiro - Série B     | 1971            | 2024          | Santos (1.º título)               |
| Campeonato Brasileiro - Série C     | 1981            | 2024          | Volta Redonda (1.º título)        |
| Campeonato Brasileiro - Série D     | 2009            | 2024          | Retrô (1.º título)                |
| Copa do Brasil                      | 1989            | 2024          | Flamengo (5.º título)             |
| Supercopa Rei (Supercopa do Brasil) | 1990            | 2025          | Flamengo (4.º título)             |
| Copa do Nordeste                    | 1994            | 2024          | Fortaleza (3.º título)            |
| Copa Verde                          | 2014            | 2025          | Paysandu (5.º título)             |
| Categorias de base                  |                 |               |                                   |
| Campeonato Brasileiro Sub-23        | 2017            | 2024          | Red Bull Bragantino (1.º título)  |
| Campeonato Brasileiro Sub-20        | 2015            | 2024          | Palmeiras (3.º título)            |
| Copa do Brasil Sub-20               | 2012            | 2024          | São Paulo (4.º título)            |
| Copa do Nordeste Sub-20             | 2001            | 2021          | Vitória (6.º título)              |
| Campeonato Brasileiro Sub-17        | 2019            | 2024          | Fluminense (2.º título)           |
| Copa do Brasil Sub-17               | 2013            | 2025          | Vasco da Gama (1.º título)        |
| Extintas                            |                 |               |                                   |
| Copa dos Campeões                   | 2000            | 2002          | Paysandu (1.º título)             |
| Torneio dos Campeões da CBF         | 1982            | 1982          | America (1.º título)              |
| Torneio Integração da Amazônia      | 1975            | 2003          | CFA (1.º título)                  |
| Seletiva para a Libertadores        | 1999            | 1999          | Athletico Paranaense (1.º título) |
| Copa Centro-Oeste                   | 1999            | 2002          | Goiás (3.º título)                |
| Copa Norte                          | 1997            | 2002          | Paysandu (1.º título)             |
| Copa Sul-Minas                      | 2000            | 2002          | Cruzeiro (2.º título)             |
| Supercopa do Brasil Sub-20          | 2017            | 2021          | Internacional (1.º título)        |
| Supercopa do Brasil Sub-17          | 2019            | 2021          | Flamengo (1.º título)             |

### Futebol feminino
| Competição                       | Primeira edição | Última edição | Atual campeão                   |
| -------------------------------- | --------------- | ------------- | ------------------------------- |
| Campeonato Brasileiro - Série A1 | 2013            | 2024          | Corinthians (6.º título)        |
| Campeonato Brasileiro - Série A2 | 2017            | 2024          | Bahia (2.º título)              |
| Campeonato Brasileiro - Série A3 | 2022            | 2025          | Atlético Piauiense (1.º título) |
| Copa do Brasil                   | 2007            | 2016          | Audax/Corinthians (1.º título)  |
| Supercopa do Brasil              | 2022            | 2025          | São Paulo (1.º título)          |
| Categorias de base               |                 |               |                                 |
| Campeonato Brasileiro Sub-20     | 2022            | 2024          | Flamengo (1.º título)           |
| Campeonato Brasileiro Sub-17     | 2022            | 2024          | Internacional (2.º título)      |
| Extintas                         |                 |               |                                 |
| Taça Brasil                      | 1983            | 2007          | Santos (1.º título)             |
| Campeonato Brasileiro Sub-18     | 2019            | 2021          | São Paulo (1.º título)          |
| Campeonato Brasileiro Sub-16     | 2019            | 2021          | Corinthians (1.º título)        |